# Mira Mendelson
Mariya-Cecilia Abramovna Mendelson-Prokofieva (en ruso, Мария-Цецилия Абрамовна Мендельсон-Прокофьева), conocida simplemente como Mira Mendelson, (Kiev, 26 de diciembre de 1914jul./ 8 de enero de 1915greg.-Moscú, 8 de junio de 1968) fue una poetisa, escritora y traductora rusa. Fue la segunda esposa del compositor Serguéi Prokófiev y colibretista de las óperas de su esposo Compromiso en un monasterio, La historia de un hombre real y Guerra y paz, así como del ballet El cuento de la flor de piedra.

## Biografía

### Primeros años
Mira Mendelson nació en Kiev el 26 de diciembre de 1914jul./ 8 de enero de 1915greg. y fue la única hija de Abram Solomonovich (1885-1968) y Vera Natanovna Mendelson (1886-1951). Su padre era economista y estadístico, mientras que su madre se había ganado el reconocimiento por su trabajo como miembro del Partido Comunista de la Unión Soviética (PCUS). De joven comenzó sus estudios de educación superior en el Sector de Energía del Instituto Genplan de Moscú, antes de cambiarse al Instituto de Literatura Maksim Gorki para especializarse en poesía y traducción al inglés.

### Inicio de su relación con Prokófiev
Los detalles de cómo conoció a Prokófiev por primera vez, o cómo su relación profesional con el compositor entonces casado se convirtió en una relación extramarital, siguen sin estar claros. Según las memorias de Mendelson, conoció a su futuro esposo en agosto de 1938 en un resort en Kislovodsk, donde estaban de vacaciones con sus respectivas familias. Recordó que el hijo de Aleksandr Fersman le llamó la atención sobre la presencia de Prokófiev en el resort. Mira lo calificó como «amor a primera vista».
Después de su primera conversación el 26 de agosto, Mendelson y Prokófiev pasearon juntos y en esos encuentros discutieron sobre música y literatura. Mendelson escribió más tarde que había estado fascinada por la elegancia y el encanto «extranjeros» de Prokófiev. El compositor mantuvo una sensación de déjà vu al conocerla y citó su parecido con sus enamoramientos anteriores, Nina Meshcherskaya e Ida Rubinstein. Al final de sus vacaciones se prometieron volver a encontrarse en Kislovodsk el año siguiente y permanecer en contacto mientras tanto. En enero de 1939, le regaló una fotografía firmada de él mismo, que llevaba la inscripción: «A una poeta floreciente, de un modesto admirador». Para su cumpleaños en abril de ese mismo año, Mendelson le escribió un poema donde declaraba que «tu collar de besos, tiernas palabras es un regalo / más brillante que todos los diamantes del mundo».
Al principio de su relación había despertado las sospechas de la primera esposa de Prokófiev, Lina. Esta declaró en entrevistas después de la muerte de su exesposo que inicialmente había descrito a Mira como «sólo una chica que quiere que lea su mala poesía». Más tarde, defendió sus encuentros con ella por motivos profesionales, diciéndole a su esposa que Mendelson lo estaba ayudando a encontrar libretos adecuados para sus óperas proyectadas. En 1939, la relación entre el compositor y la poetisa en ciernes se convirtió en una fuente de chismes en el mundo musical soviético. Las sospechas de Lina se confirmaron en un mensaje que le envió un conocido, pero se sintió impotente para impedir que su esposo continuara con su aventura. Cuando finalmente le reveló el asunto a su esposa, ella respondió que no se opondría mientras él no se fuera a vivir con Mira.
Prokófiev comenzó a aparecer en público con Mendelson en el otoño de ese mismo año, incluso en el estreno de Semión Kotko, evento al que también asistió su esposa, lo que provocó una escena incómoda entre los tres. Durante este período, Prokófiev y Mendelson comenzaron su primera colaboración, la ópera Compromiso en un monasterio. Basada en el libreto de The Duenna de Richard Brinsley Sheridan, Mendelson tradujo la obra del inglés al ruso. Prokófiev también comenzó a esbozar la Sonata para piano n.º 8 , una obra cuyo primer movimiento, el tema «Andante dolce», le dijo a Mendelson, estaba inspirado en ella. Le dedicó la partitura una vez finalizada en 1944.

### Segunda Guerra Mundial
El 15 de marzo de 1941, Prokófiev declaró a su esposa que su matrimonio había terminado. Se mudó al apartamento de Mendelson en el centro de Moscú unos días después. A pesar de la amarga separación, Prokófiev continuó apoyando económicamente a su esposa y familia separadas, y a veces su amigo y colega Levon Atovmyan actuó como intermediario.
La invasión alemana de la Unión Soviética obligó a Mendelson y Prokófiev a huir de Moscú, primero a la República Socialista Soviética de Georgia y luego a la República Socialista Soviética de Kazajistán. Durante este período colaboraron en una serie de proyectos operísticos, muchos de los cuales fueron abandonados, incluida una propuesta de escenario de la Resurrección de León Tolstói. De ahí surgió la colaboración artística más importante de la pareja, la ópera Guerra y paz, un tema que sugirió el padre de Mendelson era más adecuado para el compositor.

### Posguerra y muerte de Prokófiev
Después del final de la Segunda Guerra Mundial, la pareja regresó a Moscú y pasaron el resto de sus veranos juntos en su dacha en Nikolina Gora. Mientras estaban allí, la pareja disfrutó de la jardinería y se aventuró en los bosques circundantes en busca de hongos, a veces acompañada por su amigo Nikolái Miaskovski. El 22 de noviembre de 1947, Prokófiev presentó una petición ante el tribunal para iniciar un proceso de divorcio contra su esposa separada. Cinco días después, el tribunal rechazó su petición y dictaminó que el matrimonio no tenía base legal ya que había tenido lugar en Alemania y no había sido registrado con los funcionarios soviéticos, por lo que quedaba sin efecto. Después de que un segundo juez confirmara el veredicto, él y Mendelson se casaron el 15 de enero de 1948.  Aproximadamente un mes después del matrimonio, las autoridades soviéticas arrestaron a la exesposa de Prokófiev en Moscú y la sentenciaron a 20 años en el Gulag.
Los últimos años de Prokófiev estuvieron plagados de problemas de salud provocados por la hipertensión, que requirió la ayuda adicional de Mendelson como secretaria y, a veces, como cuidadora. A pesar de sus crecientes dolencias físicas, Mendelson trabajó para ayudarlo en la mayor medida posible para que pudiera mantener su horario de trabajo habitual, así como a mantener sus intereses en la nueva música y arte. Murió de una hemorragia cerebral el 5 de marzo de 1953. «Fue bueno que estuviéramos juntos», le dijo a Mendelson antes de su muerte. En las semanas posteriores a la muerte de su esposo, ayudó a organizar un concierto conmemorativo en la Unión de Compositores Soviéticos para conmemorar el que habría sido su 62 cumpleaños. Las actuaciones de Sviatoslav Richter, Nina Dorliak y Mstislav Rostropóvich fueron precedidas por homenajes de Dmitri Kabalevski y Reinhold Glière. También supervisó los ensayos para el estreno póstumo de su último ballet, El cuento de la flor de piedra, pero quedó consternada por los cortes exigidos por el director Yuri Fayer, así como por su insistencia en encargar a Boris Pogrebov la reorganización de la partitura.

### Últimos años
En 1956, tras la liberación de Lina del Gulag, esta solicitó a los tribunales que reafirmaran sus derechos como única y legítima esposa de su exmarido. Un fallo inicial a su favor fue revocado el 12 de marzo de 1958 por la Corte Suprema de la Unión Soviética, que reafirmó que su matrimonio no tenía validez legal. Kabalevski, Dmitri Shostakóvich y Tijon Jrénnikov estaban entre los testigos a los que el tribunal llamó para dar sus testimonios. El proceso legal, las declaraciones de Lina que Mendelson consideró difamaciones contra Prokófiev, y la ayuda que su exesposa recibió en su petición por parte de su amigo personal Khrennikov, a quien Mendelson consideraba un atormentador para su esposo, la dejó abatida.
Mira pasó sus últimos años viviendo en el mismo apartamento de Moscú que había compartido con su esposo, aunque en privado comentó cómo sus vecinos la angustiaban y lo difícil que era la vida sin Prokófiev. Ocupaba su tiempo organizando los papeles de su marido, promocionando su música y escribiendo sus memorias. La idea de sus memorias fue impulsada por Prokófiev, quien le había insistido en que las escribiera. Sin embargo, trabajar en las memorias le resultó difícil y, finalmente, quedaron incompletas. Después de la muerte de su padre a principios de año, Mendelson murió de un ataque al corazón en Moscú el 8 de junio de 1968. Dentro de su bolso se encontró un mensaje fechado en febrero de 1950, firmado tanto por ella como por su esposo: «Deseamos ser enterrados uno al lado del otro». Sus deseos fueron cumplidos y sus restos están enterrados juntos en el cementerio Novodévichi. Su diario se publicó en 2004. Fue reeditado y ampliado con la inclusión de la totalidad de sus escritos sobrevivientes sobre su esposo en 2012. Dos años antes de su muerte, legó varias pertenencias personales al Museo Serguéi Prokófiev en Moscú.